# Tej Singh Prabhakar Bahadur
Tej Singh Prabhakar Bahadur (Alwar, 17 marzo 1911 – Nuova Delhi, 15 febbraio 2009) è stato un maharaja di Alwar dal 1937 al 1949.

## Biografia
Lontano cugino del suo predecessore, Jai Singh (deposto), venne prescelto dalle autorità britanniche nel 1937 per reggere il trono di Alwar e diede prova di essere un monarca molto popolare, introducendo diverse riforme amministrative e governando il paese per un decennio sino all'indipendenza indiana nel 1947.
Nel 1948, l'Alwar venne unito agli altri stati indiani del Rajputana orientale per formare l'Unione Mastya, unita poi nel Rajasthan l'anno successivo. Dopo la fine della monarchia, sir Tej si ritirò nella sua residenza di Nuova Delhi, Alwar House, ove morì sessant'anni più tardi, visitando solo raramente il regno che aveva amato ed amministrato.
Continuò ad occuparsi di politica al servizio dello Stato indiano divenendo ispettore delle tasse sotto Indira Gandhi.
Morì il 15 febbraio 2009 a Nuova Delhi dove venne poi cremato. Alla sua morte era il più anziano degli ex principi indiani ancora viventi e l'ultimo membro ancora vivente dell'Ordine della Stella d'India.